# Iyomishima (Ehime)
La ciudad de Iyomishima (伊予三島市 Iyomishima-shi?) fue una ciudad del extinto distrito de Uma en la región de Toyo (東予地方 Tōyo-chihō?) de la prefectura de Ehime. El 1° de abril de 2004 y debido a una fusión desapareció pasando a formar parte de la ciudad de Shikokuchuo.

## Características
Fue conocida como "ciudad del papel" y fue una ciudad industrializada, con varios puertos y en la zona costera se concentran las fábricas de papel.

## Historia
- 1954: Creación de la ciudad.
- 1969: Inauguración del puerto de Mishima.
- 1971: El puerto de Mishima pasa a denominarse puerto de Mishima Kawanoe.
- 1973: Inauguración del edificio del ayuntamiento.
- 1974: 20° aniversario de la ciudad.
- 1982: Presentación del proyecto ciudad metropolitana central de Shikoku (四国中央都市圏構想 Shikoku Chūōtoshiken Kōzō?).
- 1985: Se inaugura el primer tramo de la autovía Shikoku-Jukan.
- 1992: Electrificación de la línea Yosan.
- 2004: Fin de la historia como ciudad.

Desaparece al fusionarse con la ciudad de Kawanoe, el pueblo de Doi y la villa de Shingu (ambos del distrito de Uma, que desaparece como consecuencia de la fusión) para formar la ciudad de Shikokuchuo.
Limitaba con la ciudad de Kawanoe, el pueblo de Doi y la villa de Shingu (ambos en el distrito de Uma), todas en la prefectura de Ehime; y con las siguientes localidades de la prefectura de Kochi: los pueblos de Ootoyo (大豊町 Ootoyo-chō?) y Motoyama (本山町 Motoyama-chō?), ambos en el distrito de Nagaoka (長岡郡 Nagaoka-gun?); y el pueblo de Tosa (土佐町 Tosa-chō?) y la villa de Ookawa (大川村 Ookawa-mura?), ambos del distrito de Tosa (土佐郡 Tosa-gun?).

## Accesos

### Autopista
- Autovía de Matsuyama
  - Intercambiador Mishima Kawanoe

### Rutas
- Ruta Nacional 11
- Ruta Nacional 192: comparte su trayecto por la ciudad con la Ruta Nacional 11.

### Ferrocarril
- Línea Yosan
  - Estación Iyomishima
  - Estación Iyosangawa

## Personas destacadas
- Isekichi Ikawa (井川伊勢吉 Ikawa Isekichi?): Fundador de Daio Paper.
- Yu-Ki (ユーキ Yūki?): vocalista del grupo TRF cuyo nombre real es Yuki Kitamura (北村夕起 Kitamura Yūki?).